# امیر کومار
امیر کومار (انگلیسی: Amir Kumar; ۱۰ اوت ۱۹۲۳ – ۲۵ ژانویهٔ ۱۹۸۰) بازیکن هاکی روی چمن اهل هند بود.
وی به‌همراه تیم ملی هاکی روی چمن مردان هند به قهرمانی بازی‌های المپیک تابستانی ۱۹۴۸ و ۱۹۵۶ دست پیدا کرده‌است.